# アル＝ワクラ (都市)
アル＝ワクラ（アラビア語: الوكرة ）はカタールのアル＝ワクラの首都。東端をペルシャ湾の海岸に面し、カタールの首都ドーハは街のすぐ北に位置している。シェイクアブドゥッラフマーン・ビンジャシム・アル＝タニによって統治されていたこの村は、もともとは小さな漁業と真珠採取の村であったが、何年にもわたって開発が続けられ、現在はカタールで2番目に大きな都市となっている。
21世紀の変わり目から大規模な開発と成長を遂げる一方で、北から急速に拡大するドーハの影響を受けてきた。街の近代史における注目すべきマイルストーンには、2019年5月の2022 FIFAワールドカップ開催地であるアル・ジャヌーブスタジアムの開業、 2016年のアル＝ワクラ・ヘリテージ・ビレッジのオープン、 アル＝ワクラ幹線道路整備プロジェクト（2020年に完成予定） がある。また、ドーハメトロのレッドラインがアル＝ワクラまで延伸されている。

## 語源
街の名前はアラビア語の「wakar」に由来し、大まかに「鳥の巣」を意味する。市環境省によると、この名前は、数羽の鳥の巣を収容した近くの丘（おそらくジェベルアル＝ワクラ）にちなんで名付けられた。

## 歴史

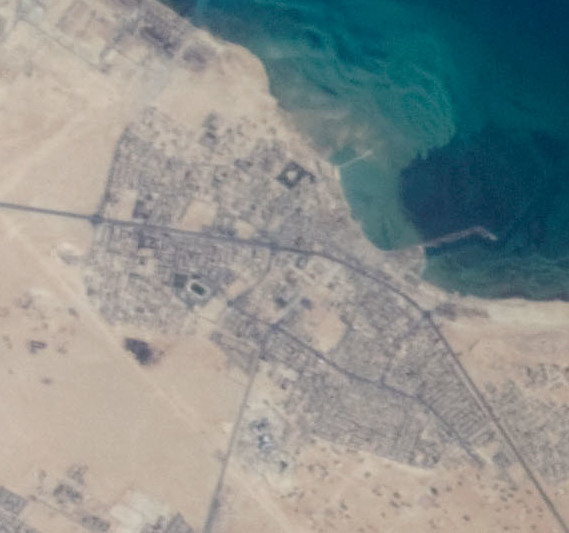
2009年に撮影されたアル＝ワクラの衛星画像。

### カタールの独立前
考古学的な証拠が豊富であるため、アル＝ワクラはカタールの最初の都市中心部として機能したとされている。この都市は、カタールの経済が活気ある真珠産業にほぼ完全に依存していた時期に、歴史的に真珠光沢の中心地として使用されていた。米国水路部によると、1920年までに、町には約300隻の船が配置されていたという 。1925年にイギリスが実施した次の調査によると、ワクラの港には250隻のボートがあったという 。1898年に書かれた報告書で述べられているように、アル＝ワクラはいわゆる「海賊海岸」を包含すると考えられていた。

#### アール・ハリファの支配（1783–1868）
英領インド図書館事務所に含まれている記録によると、1845年にさかのぼる書面によると、町には250戸の家があり、人口は約1,000人だったという。カタールの当時の主要な真珠の村の1つであるアル・ビッダから10マイル離れた場所にあると言われていた。記録はまた、町の最初の住民はアル・ビッダからの移民であったと記している。アル＝ワクラは、「ビッダや他の町から独立しており、同じ大きさのビッダよりも見た目が繁栄し、陽気である」と表現されている。
1863年、バーレーンの統治者であるモハメッドビンハリファは、いとこのモハメッドビンアハメドをカタールの副首長として派遣しました。彼はすぐにカタールによって、アル・ワクラの支配者を逮捕して国外追放した後、バーレーンに戻ることを余儀なくされました。 1867年、ナイム族が半島にあるバーレーン軍を破った後、バーレーンはカタールとの戦争を開始しました。  ドーハとアル＝ワクラは長い間オマーンの脱退者の避難所であったため、彼らはアブダビからの支援を得ることに成功しました。その結果、アル・ワクラはバーレーン軍とアブダビ軍の合同軍によって解任された。  英国の記録は後に、 「ドーハとワクラの町は、1867年の終わりに一時的に消滅し、家屋は解体され、住民は国外追放された」と述べた。
カタール在住のイギリス人アブ・アルカシム・ムンシは、1872年にカタールの地区に関するメモを書きました。その中で彼は、「1218年[グレゴリオ暦の1803年]に、アル・ワクラはアル・ブー・アイナイン族によって統治された」と述べている が、 JGロリマーはアル・ブアイナイン族がアル・ワクラに移住したと主張している1828 以降、アル・ルーアイスとフワイリット。 

#### オスマン帝国の支配（1871–1916）

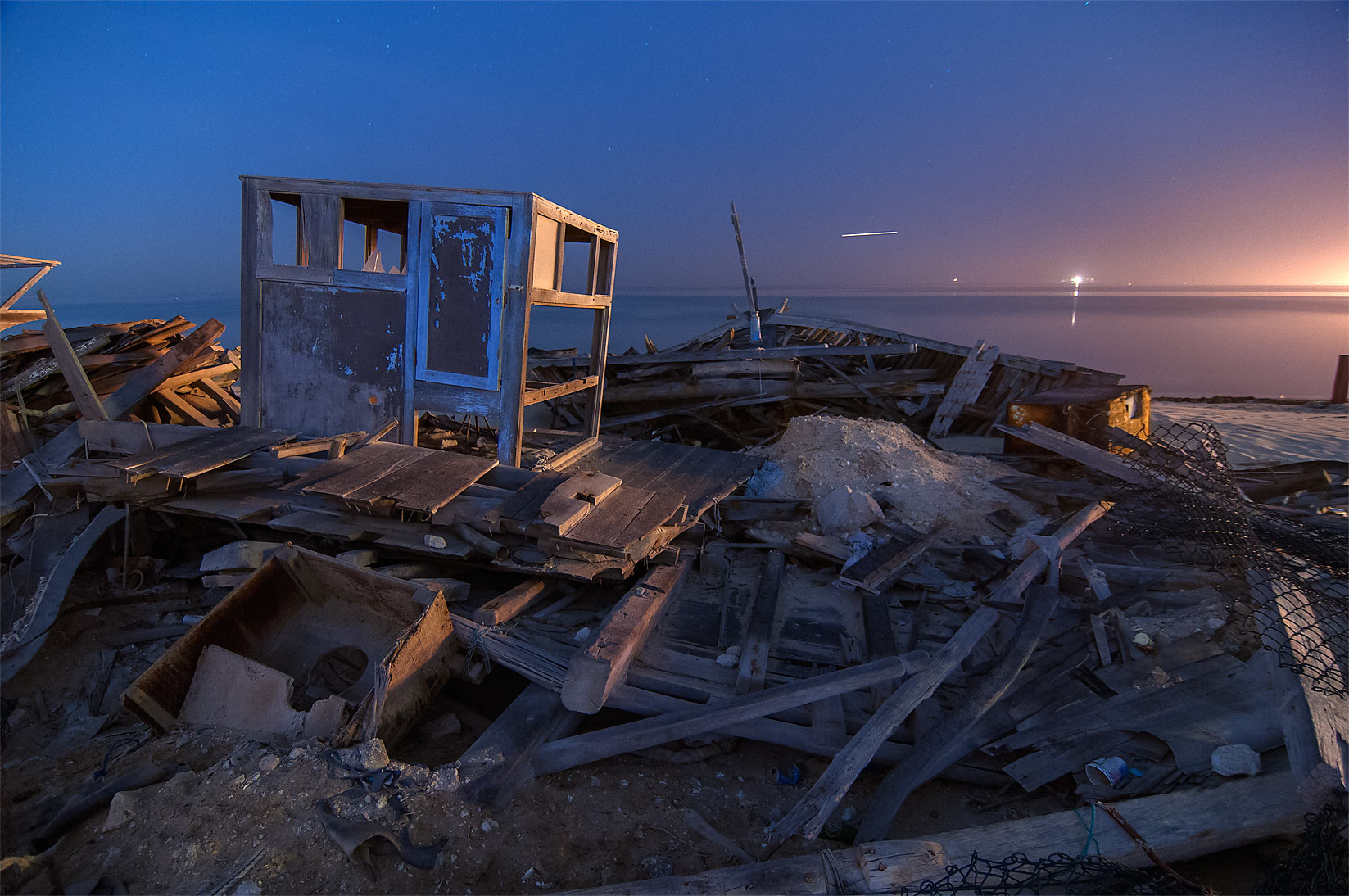
朝のアル＝ワクラの古いダウ船。

カタールがオスマン帝国の支配に屈した直後、オメル・ベイ少佐は半島の主要な町に関する報告書をまとめました。 1872年1月に発行されたこの記事は、戦争によるアル＝ワクラの過疎化を反映しており、町の艦隊を50隻と概算しながら、わずか400人の人口を推定しています。  1890年にこの地域で行われた英国の調査では、1867年の戦争の影響に苦しんでいた町は、その後再建されたと主張しています。測量士は、アル＝ワクラには12の砦、少なくとも1,000人の住民、そして数隻のボートがあったと書いています。高さ85フィートの岩だらけの丘であるジェベル・アル＝ワクラは、町の南1マイルにあることがわかりました。 
1885年、シェイクジャシムビンモハメッドアルタニとの論争のため、アルブアイナイン族とアルジェラン族の100人のアル＝ワクラ先住民のグループが町を去り、アルガリヤに定住しました。モハメッド・ビン・アブドゥル・ワハブが率いる連合は、シェイク・ジャシムに抵抗するために結成されました。シェイク・ジャシムとモハメッド・ビン・アブドゥル・ワハブの間で会議が召集され、議論はアル・ビッダにある砲艦のオスマン帝国の司令官によって仲介されました。連合を放っておくというオスマン帝国の司令官の提案は、シェイク・ジャシムを激怒させた。これにより、シェイク・ジャシムに忠実な部族がアル・ガリヤを攻撃するようになりましたが、バニ・ハイル族が数人の犠牲者を出し、敗北しました。 
1902年の終わりに、オスマン帝国は彼らの権威を主張するためにアル＝ワクラとズバラにオスマン帝国の行政官を設置しました。これは、ドーハにすでに存在するオスマン帝国の行政官に追加されたものです。オスマン帝国のユースフ・ベイは、1903年の春にアル・ワクラのムディールに任命されました。  英国の不満のため、ユースフ・ベイの任命は短命であり、彼は後にカタールのカイマカム助手として召集され、アル・ワクラに戻らなかった。シェイクアブドゥッラフマーンビンジャシムアルタニは、同じ年にユースフベイの代わりにオスマン帝国によってムディールに任命されました。これは、カタールの行政官を任命するオスマン帝国の権利を拒否した英国政府による新たな抗議を引き起こした。  1904年11月、オスマン帝国はイギリス軍からのさらなる要請を受けて、このポストを完全に廃止しました。 

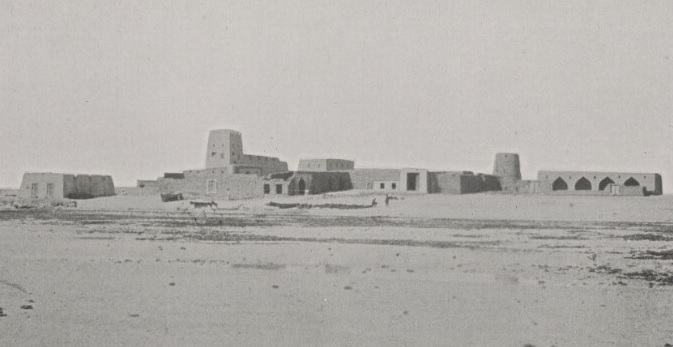
1908年のアル＝ワクラ要塞。

1907年12月から、知事のシェイク・アブドゥラマンとアル・ブアイナイン族の間で一連の論争があった。アルブアイナイン族は年次ボート税の支払いに反対し、報復として、シェイクは部族に10,000カタールリヤルの罰金を科し、部族の指導者6人を追放した。報復として、部族指導者の息子の1人がシェイクアブドゥラマンを撃つことを試みた。彼の試みは失敗し、投獄されました。しかし、彼は後に許しを得て、税金の支払いと引き換えに釈放されました。  アル・ブアイナインは後に、バスラのオスマン帝国に使節、アハメド・ビン・ハターを派遣し、カタールのシェイク、ジャシム・ビン・モハメッド・アル・タニの襲撃を支援するために、アル・ワクラに軍の駐屯地を建設するよう要請した。使節は、オスマン帝国からジャーシム・ビン・モハメッド宛ての2通の手紙を持って戻ってきました。二週間後、アルBuainain部族はに訴えMutasarrıfのアルHASA 、Mahirパシャ。これは、オスマン帝国がカタール半島に対してより多くの権威を行使するための自由を提供したという英国の信念のために、英国とオスマン帝国の間の緊張を再活性化させた。 

#### イギリスの保護領（1916–1971）

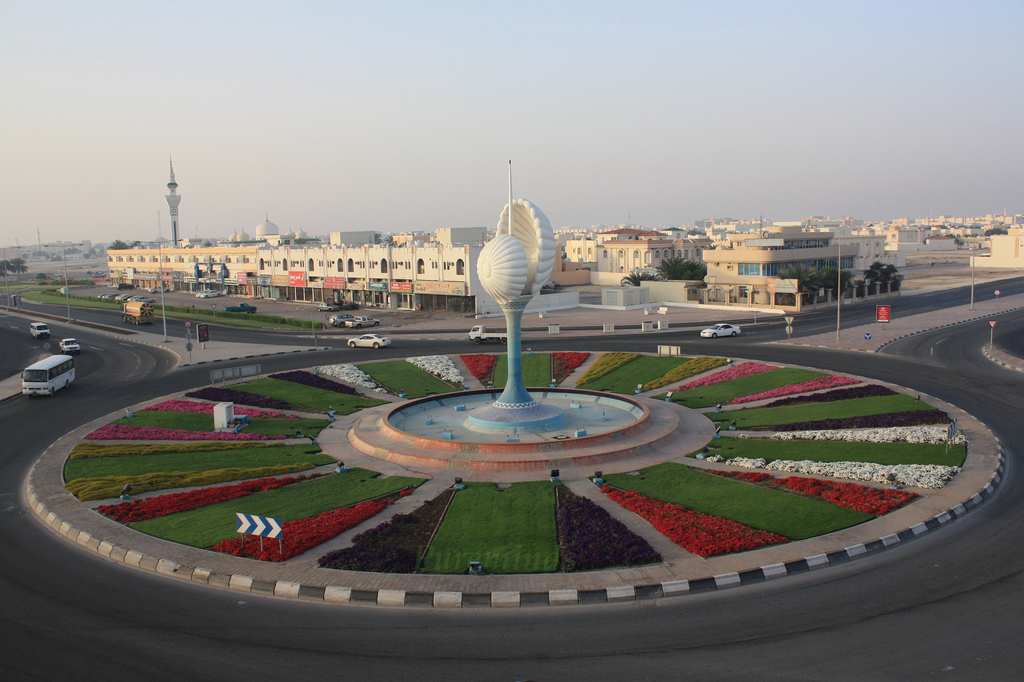
アル＝ワクラのシェルラウンドアバウト。

1925年に実施された英国の調査では、アル＝ワクラについて徹底的に詳しく説明しています。インフラと国境に関しては、他の建築材料が入手できなかったため、アル＝ワクラのほとんどの家は泥と石でできていたと主張しています。町はもともとコンパクトなブロックを形成していましたが、それ以前の数年間、ルマイラと呼ばれる一戸建ての地区が北に約800ヤードのところに出現しました。国勢調査の時点で8,000人の住民がおり、2,000人がアルブアイナイン族、1,500人がアルフワラ族、850人がアルクライファット族、1,000人の黒人アフリカ人、2,000人の黒人アフリカ人奴隷に属していました。他の民族グループと部族は残りの650人の住民で構成されていました。 Al-KhulaifatとAl-Maadeedの部族は、ルマイラ地区の唯一の住民であると説明されていました。報告書はまた、アル＝ワクラの住民は主に真珠採取者、船員、漁師であると述べています。さらに、アル＝ワクラは75店舗の市場であると報告されました。 

### 独立宣言後

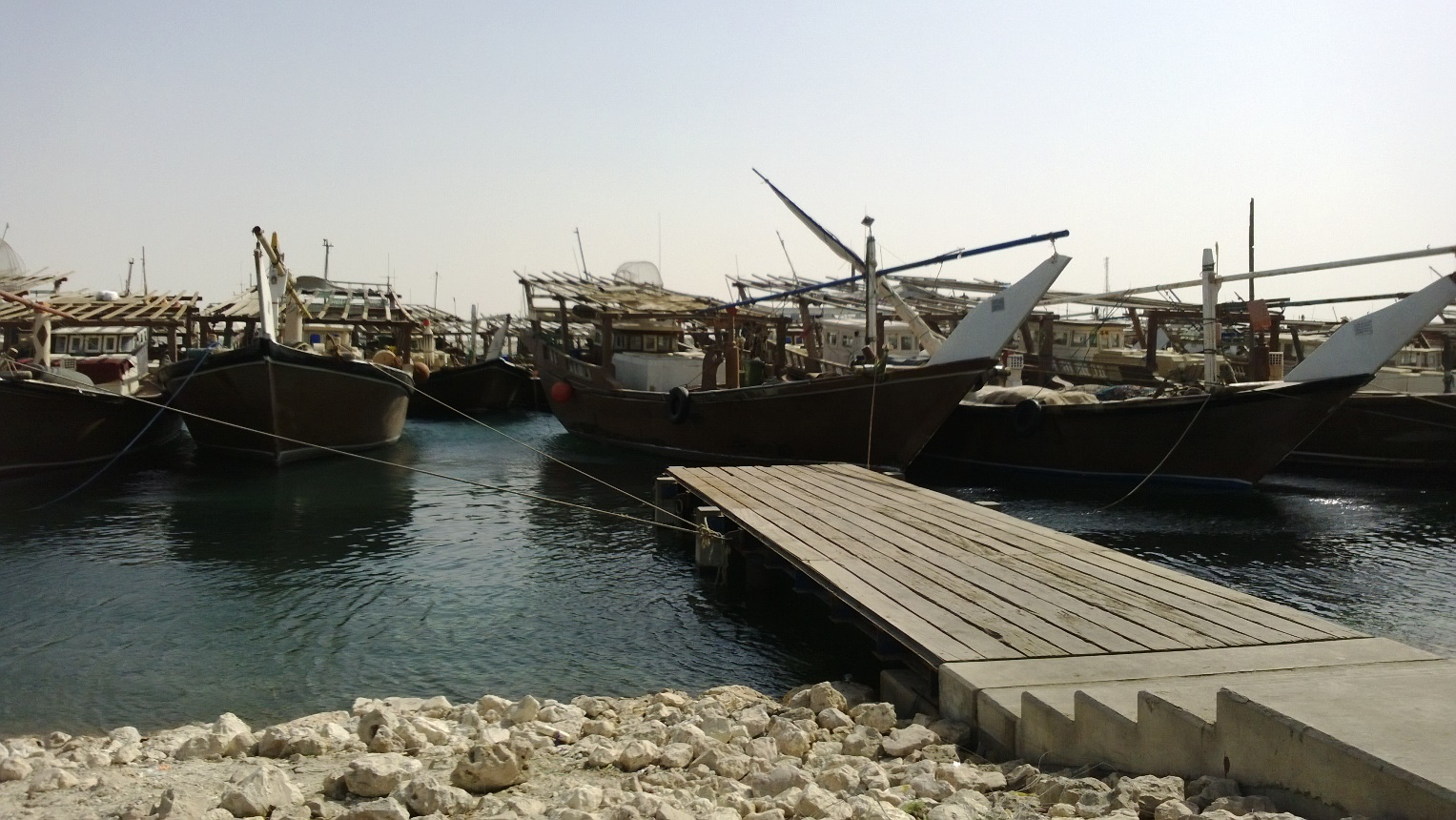
アル＝ワクラの港。

カタールが1971年に独立を獲得した後、ハリーファ・ビン・ハマド・アール＝サーニーは1972年2月に新しく設立された州の支配権を引き継いだ。彼の主な政策の1つは、カタールの住宅と主要なインフラプロジェクトの分散化でした。ドーハ以外での成長を促進するために、1972年に彼はアル＝ワクラに桟橋とアプローチチャネルの建設を命じました。  2008年にアル＝ワクラで都市開発計画が制定されました。この計画の最も顕著な特徴は、アル＝ワクラビーチの開発、市内中心部の開発、および市の南部の拡張でした。この計画の主な目的は、60万人以上の住民を収容するためにインフラを改善することでした。
2022年のFIFAワールドカップに向けて建設される予定の新しいスタジアムの計画は、美しい形と色のために2013年11月中旬にリリースされた後、インターネットで大きな関心を呼んでいます。

## 地理

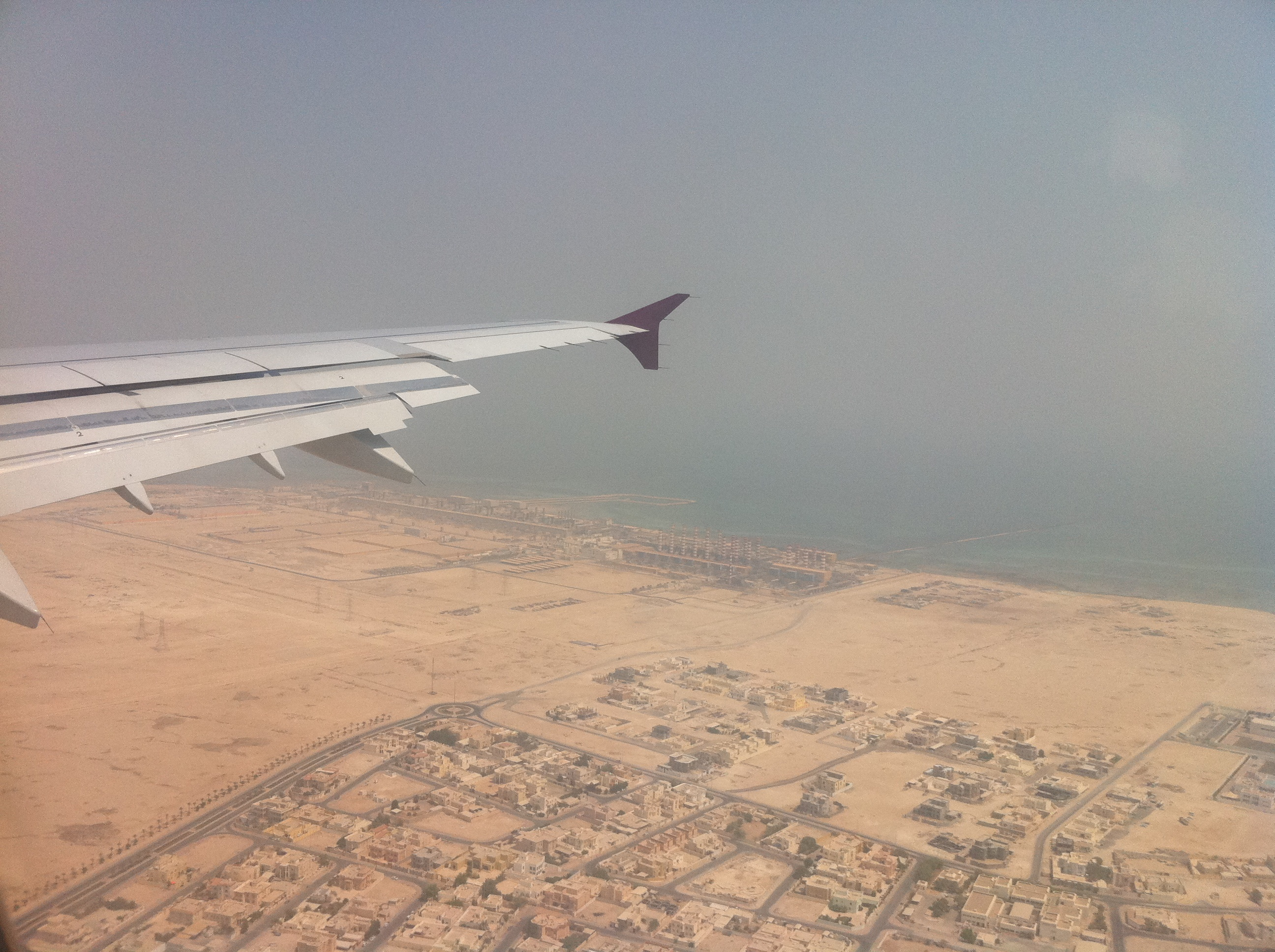
2010年のラスアブフォンタスとアル＝ワクラ北東部の空中ショット。

ペルシャ湾のすぐ東に位置するアル＝ワクラは首都ドーハの南約15 km (9.3 mi)、アル・ホールの南 72 km (45 mi)、ウンム・サイード 21 km (13 mi) 北、ウンム・サラール・ムハンマドの 36 km (22 mi)南東、およびドゥハーンの100 km (62 mi) 南東に位置する。  およそ112ヘクタール (280エーカー)のマングローブがアル＝ワクラの海岸のすぐ沖にある。

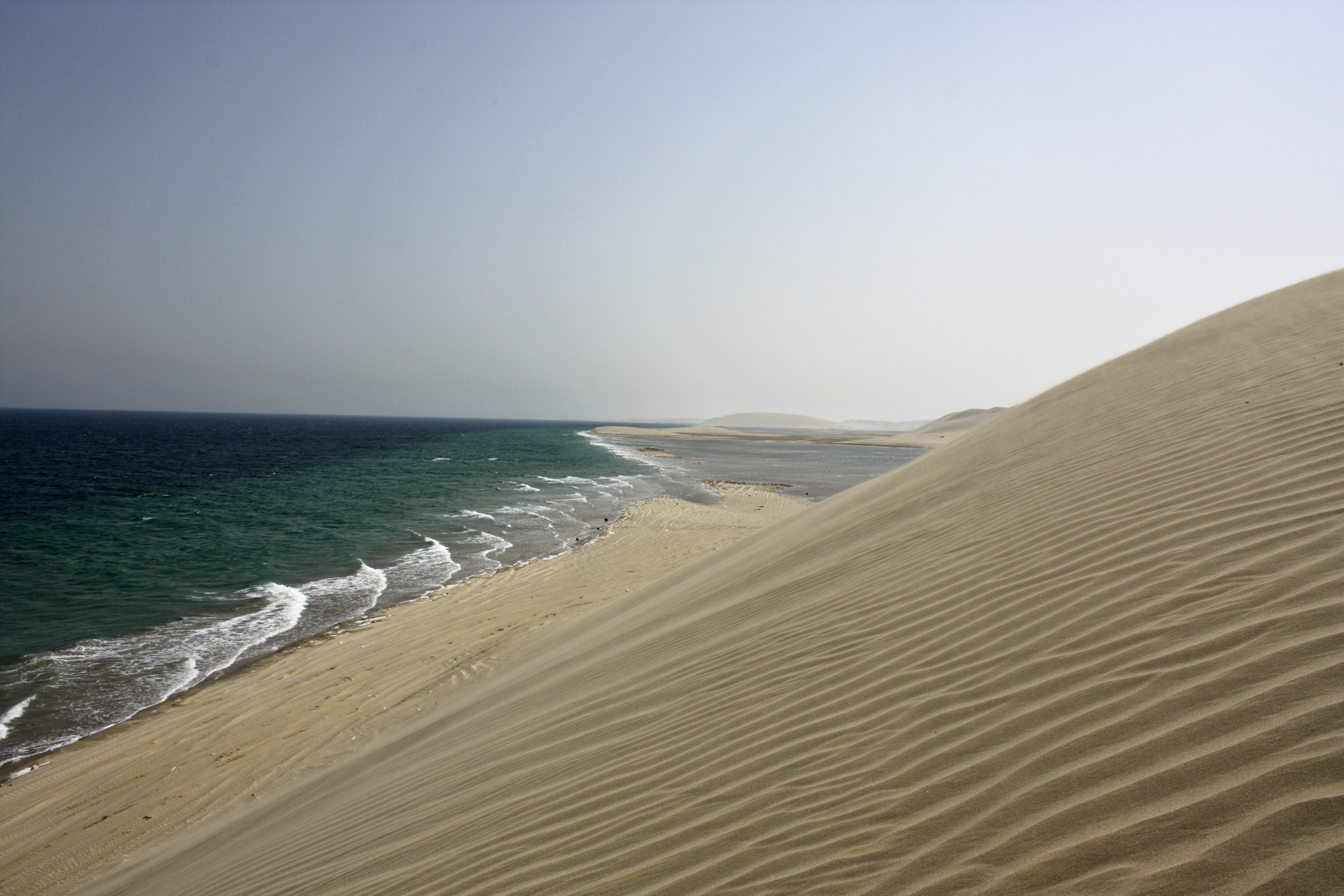
アル＝ワクラビーチの砂丘と海岸線の眺め。

カタール統計局が実施したアル＝ワクラの沿岸水域の2010年の調査では、その平均水深は2.25メートル (7 ft 5 in)浅いことがわかりました2.25メートル (7 ft 5 in)およびその平均pHは7.95でした。さらに、水域の塩分濃度は49.14 psu、平均気温は22.78でした。 °Cおよび6.6 溶存酸素のmg / L。

### 気候
カタールの他の都市と同様に、アル＝ワクラの平均気温は1月、2月、3月、11月、12月です。夏のシーズンは4月、5月、6月、7月、8月、9月、10月、11月です。アル＝ワクラは、1月、2月、3月、4月、5月、6月、7月、8月に乾燥期間があります。平均して、最も暖かい月は7月で、最も涼しい月は1月です。次の表は、アル＝ワクラの気温の記録と平均を示しています。
| アル＝ワクラの気候     | アル＝ワクラの気候 | アル＝ワクラの気候 | アル＝ワクラの気候 | アル＝ワクラの気候 | アル＝ワクラの気候 | アル＝ワクラの気候 | アル＝ワクラの気候 | アル＝ワクラの気候 | アル＝ワクラの気候 | アル＝ワクラの気候 | アル＝ワクラの気候 | アル＝ワクラの気候 | アル＝ワクラの気候 |
| 月                     | 1月                | 2月                | 3月                | 4月                | 5月                | 6月                | 7月                | 8月                | 9月                | 10月               | 11月               | 12月               | 年                 |
| ---------------------- | ------------------ | ------------------ | ------------------ | ------------------ | ------------------ | ------------------ | ------------------ | ------------------ | ------------------ | ------------------ | ------------------ | ------------------ | ------------------ |
| 平均最高気温 °C （°F） | 22 (72)            | 23 (73)            | 27 (81)            | 32 (90)            | 38 (100)           | 41 (106)           | 42 (108)           | 41 (106)           | 39 (102)           | 35 (95)            | 30 (86)            | 24 (75)            | 32.8 (91.2)        |
| 平均最低気温 °C （°F） | 13 (55)            | 14 (57)            | 17 (63)            | 21 (70)            | 25 (77)            | 28 (82)            | 29 (84)            | 29 (84)            | 27 (81)            | 23 (73)            | 20 (68)            | 15 (59)            | 21.8 (71.1)        |
| 降水量 mm （inch）     | 12.7 (0.5)         | 17.8 (0.701)       | 15.2 (0.598)       | 7.6 (0.299)        | 2.5 (0.098)        | 0 (0)              | 0 (0)              | 0 (0)              | 0 (0)              | 0 (0)              | 2.5 (0.098)        | 12.7 (0.5)         | 71 (2.794)         |
| 出典：weather.com      |                    |                    |                    |                    |                    |                    |                    |                    |                    |                    |                    |                    |                    |

## 歴史的建造物

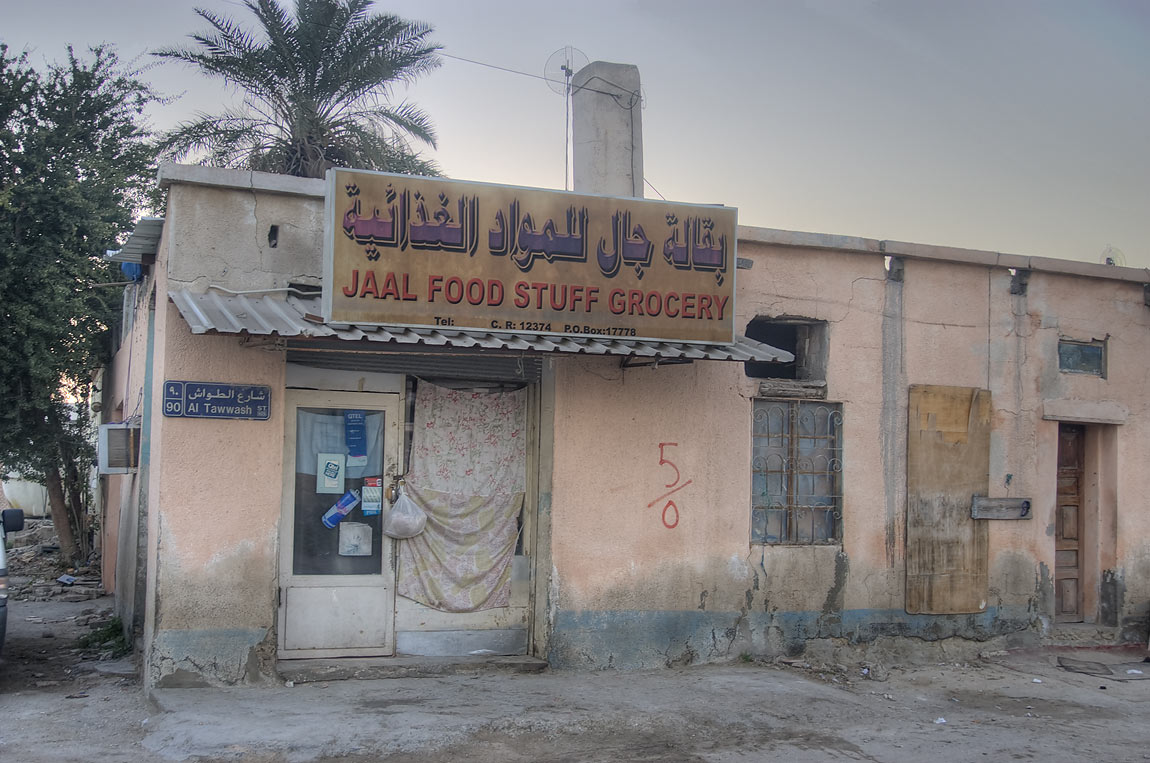
アル＝ワクラのアルタウウォッシュストリートにある古い食料品店。

アル＝ワクラ、特に沿岸地域には歴史的建造物が豊富にあり、モスク、古い家屋、港にあります。重要なランドマークの1つは、20世紀初頭にさかのぼるアル＝ワクラ砦です。シェイクアブドゥッラフマーンビンジャシムアルタニが所有していた古い砦の廃墟の上に建てられました。2つの丸い塔があり、以前は警察署として使用されていました。

### 住宅

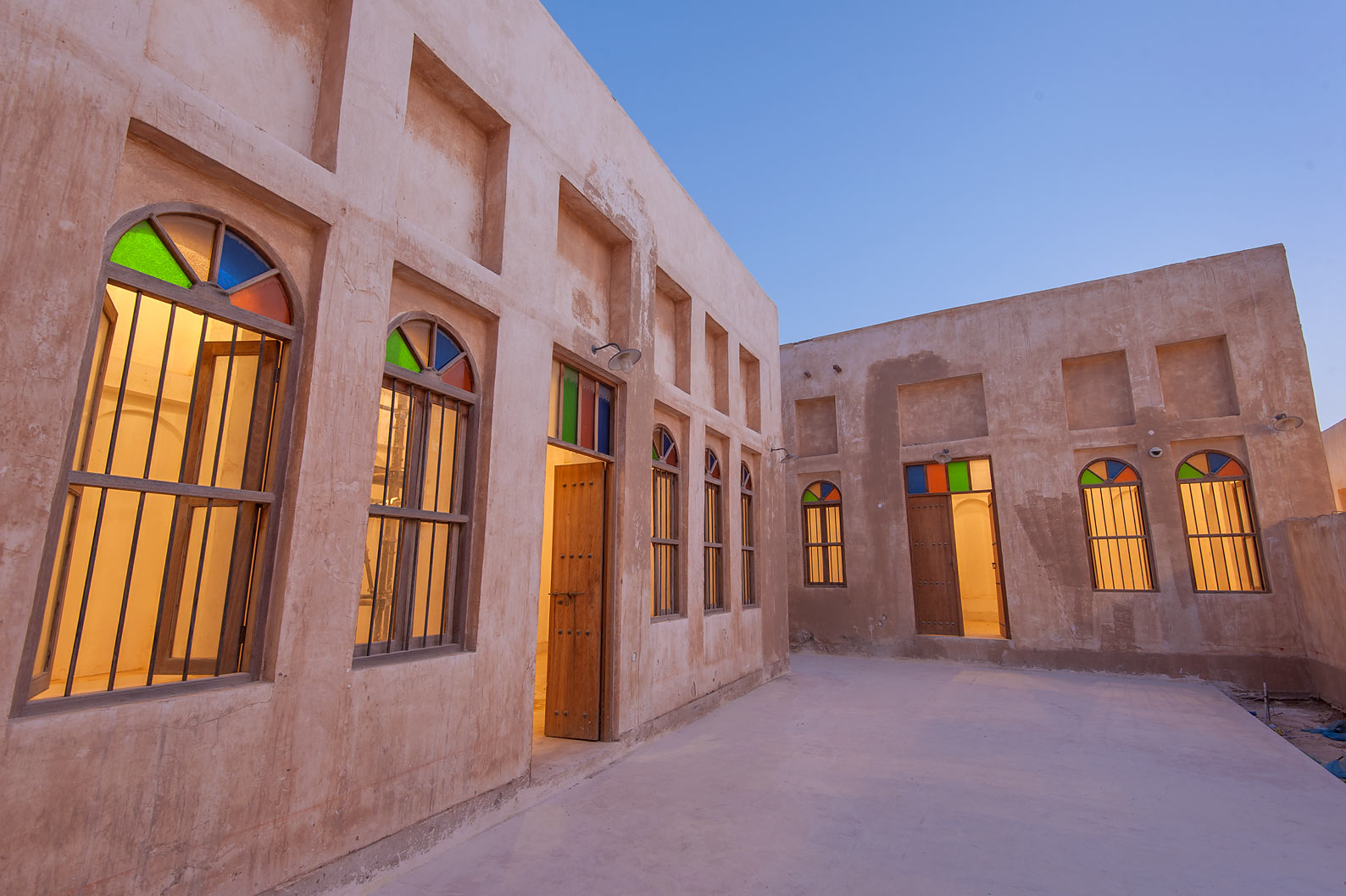
アル＝ワクラヘリテージビレッジにある伝統的なカタールの家。

ビーチにあるシェイクガニムビンアブドゥルラフマンアルタニの家は、重要な歴史的建造物と見なされています。この建物は2階建てで、窓は装飾的な形を表すように設計されています。カタール博物館局（QMA）の修復部門の監督の下、2004年に改装されました。
アブドゥッラービンサードアルムタラックが以前所有していたアブドゥッラービンサードハウスは、市の南東海岸の人里離れた場所にあり、歴史的建造物と見なされています。家は20世紀初頭に建てられました。おそらく1920年頃。1984年に市町村が所有権を取得した後、2年後に改築され、最終的に博物館として再開されました。

### モスク

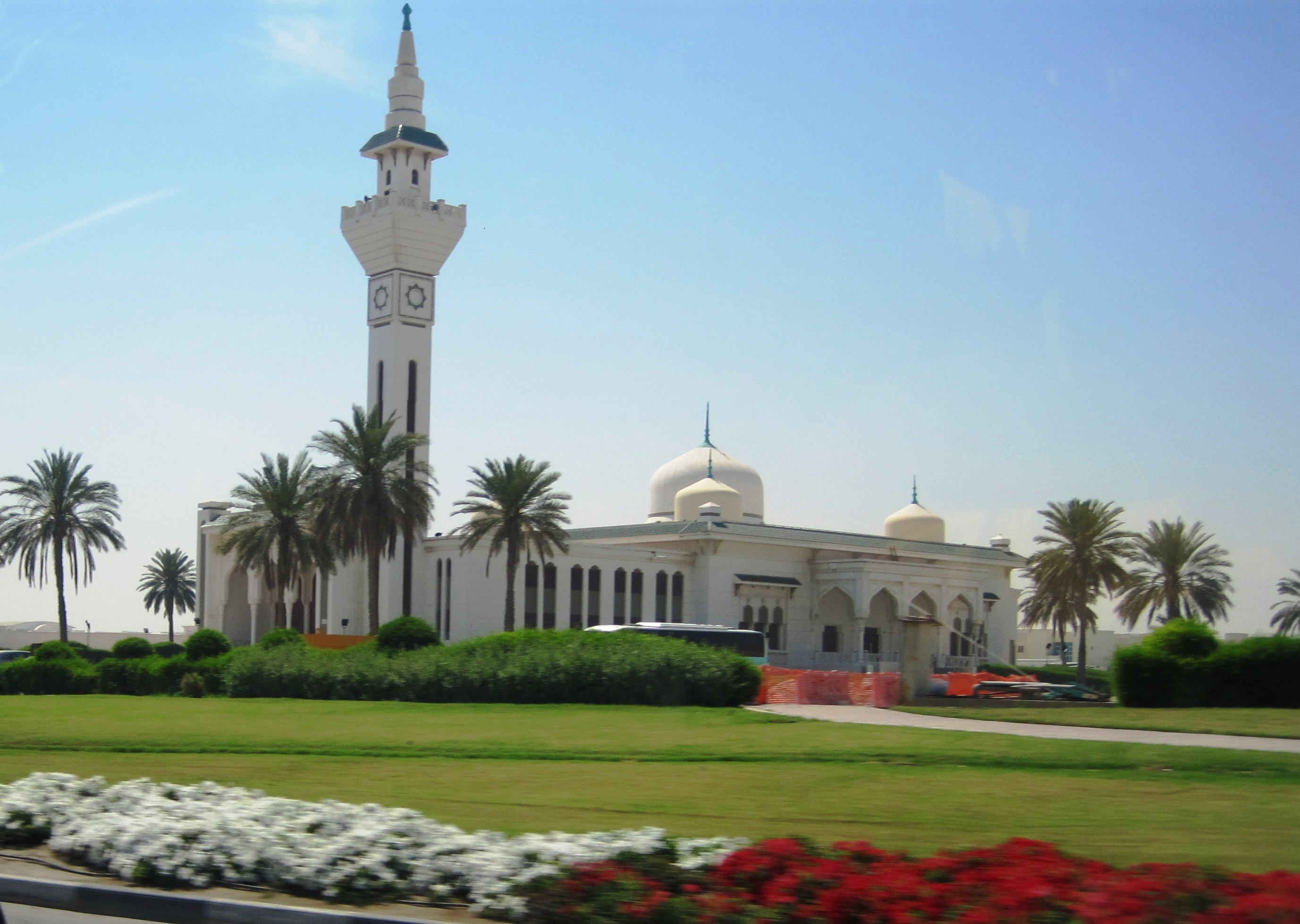
アル＝ワクラのハムザビンアブドゥルモタレブモスク。

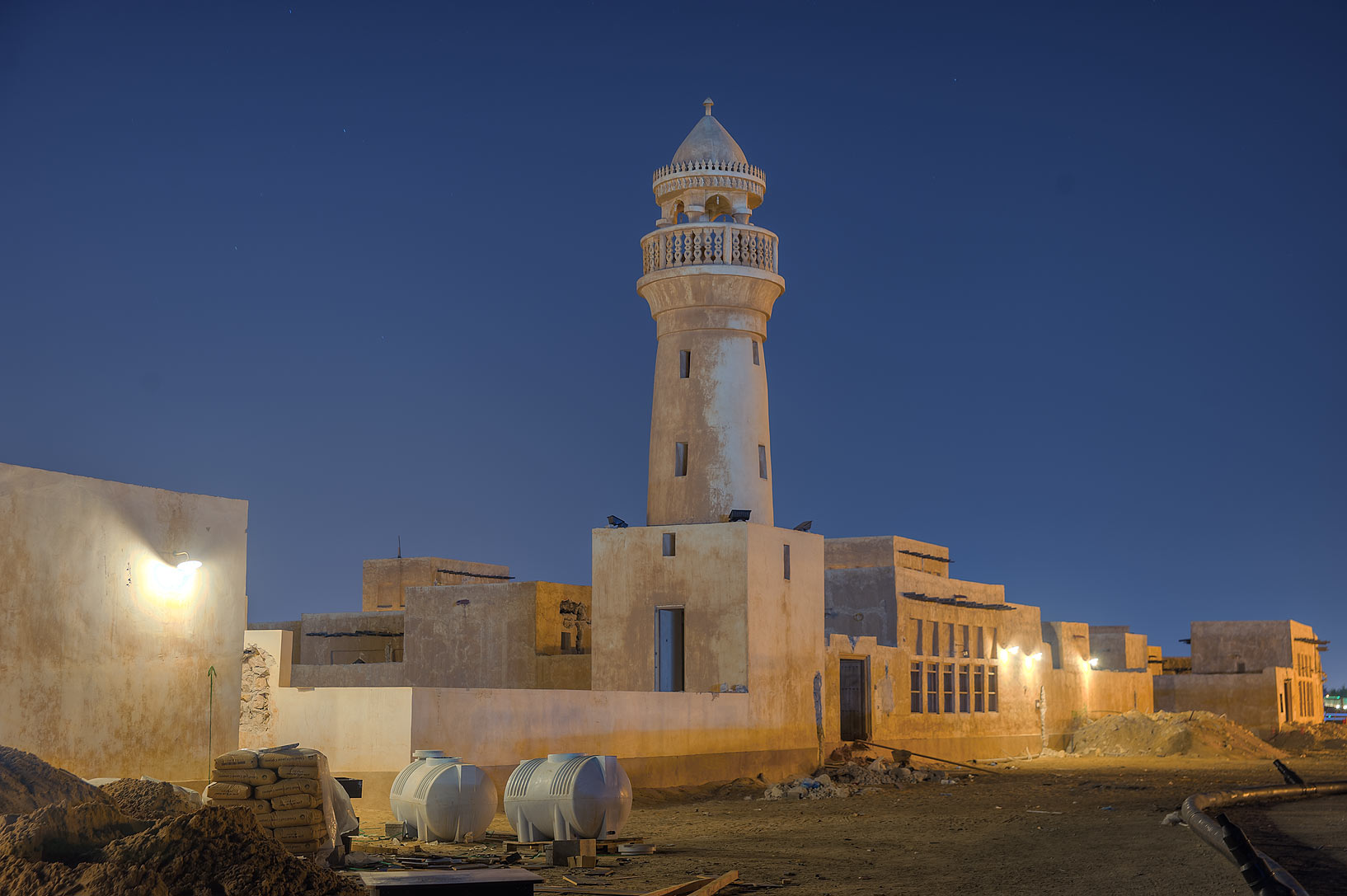
アル＝ワクラに復元されたモスク。

以前、アル＝ワクラで最大のモスクは、1935年頃に建設されたアルアユニモスクでした。市内で最も活発で人口の多い地域であったため、海岸近くに建設されました。幹線道路の近くに新しいモスクが建てられた後、モスクは機能しなくなりました。それは正方形の形をしていて、16m×17mの大きさで、67にあります 地上高cm。モスクの珍しい特徴は、東側の単一の入り口です。この期間に建設されたカタールの他のモスクの大部分には、3つの入り口がありました。屋外の祈祷エリアには、細い柱で区切られた5つの通路からアクセスできます。これに隣接して礼拝堂があり、屋外エリアの3つの異なる入り口からアクセスできます。 
比較的小さなモスクであるアブマナラテンモスクは、1940年に海岸近くに建てられました。その名前が示すように、以前は2つのミナレットがあった可能性があります。それは27メートル×8メートルを測定します。かつて、西のアブマナラテインに隣接する別のモスクがありましたが、後に解体されました。モスクへの入り口は5つあります。ミナレットは漏斗状で、高さ9メートルです。屋外の祈祷エリアはありません。屋内の礼拝堂のみがあります。 
1940年頃に建てられた、アル＝ワクラ博物館の近くにあるアルスバイエイモスクは、その後改装され、古い建築材料がコンクリートブロックに置き換えられました。建設以来、連続して使用されています。継続的な追加と構造の改善の結果、現在は22 m x 13mの大きさです。ミナレットの底は正方形で、高さは5.5メートルです。 

## 開発

### アル＝ワクラ開発プロジェクト
2008年、市当局はアル＝ワクラ開発のマスタープランを発表しました。将来の計画は、街の歴史的な真珠の伝統を大いに反映することでした。  開発には、継続的な公共のウォーターフロント、ウォーターパーク、ゴルフコース、海事博物館、いくつかのホテル、文化センターが含まれると言われています。アル＝ワクラ開発プロジェクトと呼ばれるこのプロジェクトは、アル＝ワクラニューダウンタウンを特徴としており、次の7つのセクションに分かれていました。 

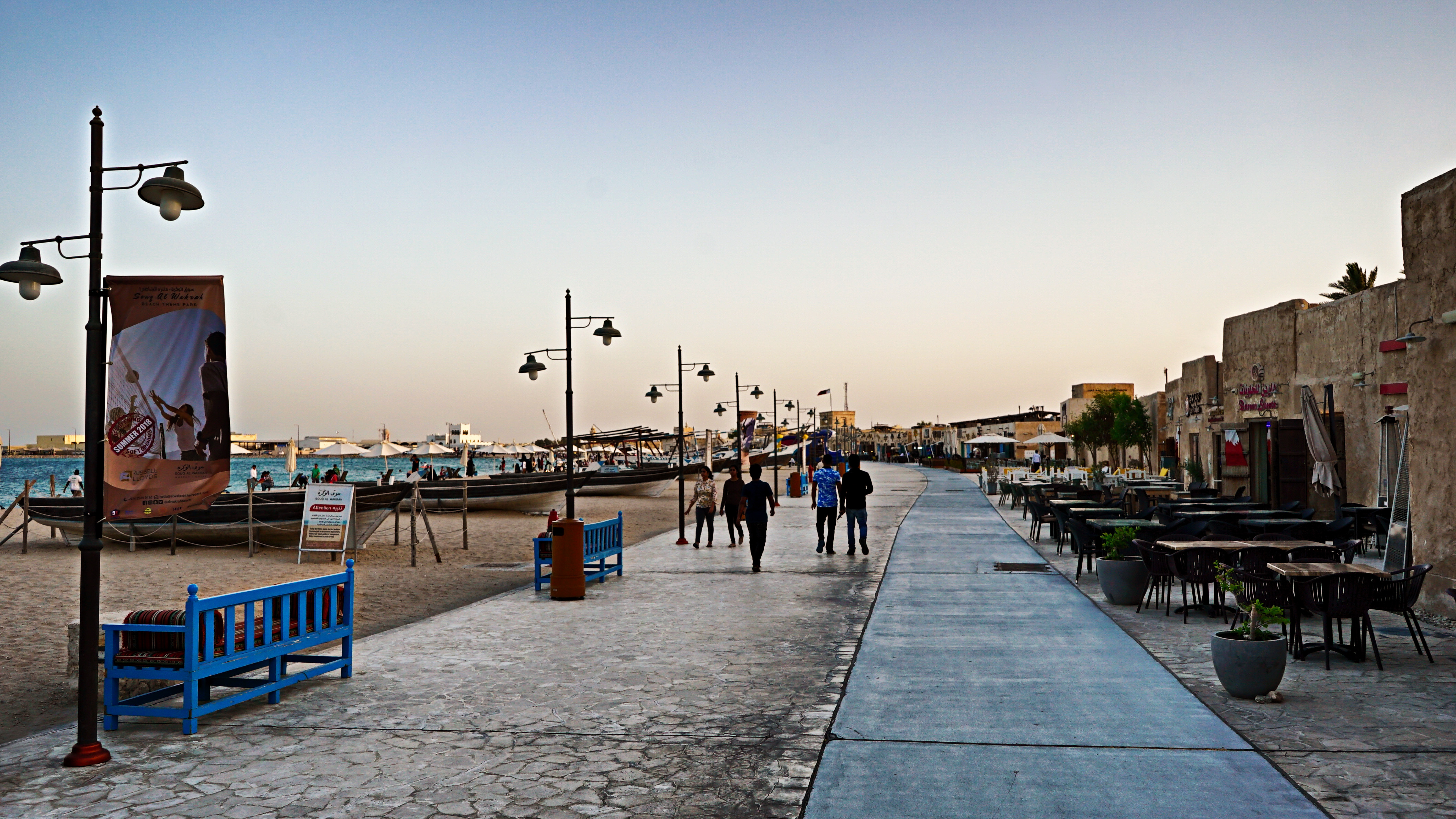
アル＝ワクラスークとそのビーチの眺め。

- ワクラゲートウェイ、大規模な官公庁と公共サービスのための排他的ゾーン。 [41]
- サウススクエアは、さまざまなオフィスコンプレックス、住宅ユニット、中低レベルの小売店に対応します。
- フェスティバルベイには、最低2つのリゾートホテル、いくつかのビジネスホテル、海事博物館、マリーナ、芸術文化センターがあります。
- Wakrah Sandsは、ファミリーパーク、レクリエーション地区、小売店や文化施設など、家族向けの主要なアトラクションを主催します。
- ワクラレジデンスは主に住宅地として機能し、多目的住宅団地を収容するように設定されます。
- アル＝ワクラの教育機関のセグメントであるワクラカレッジ。
- ワクラトレードセンターは、モールや小売複合施設を対象としています。

アル＝ワクラ開発プロジェクトは、将来のいくつかの都市開発目標を概説した、より広範なカタール国家マスタープランの一部でした。アル＝ワクラの計画の目標は、都市の人口が2030年までに60万人に増加するという考えに基づいて考案されました。現在、アル＝ワクラニューダウンタウンプロジェクトやその他の小規模プロジェクトがまだ進行中であるか、放棄されているかは不明です。 

### アル＝ワクラ幹線道路プロジェクト
アシュガル（公共事業局）は、2018年後半に市内の道路システムの6億QRのオーバーホールに着手しました。プロジェクトの一環として、9 G-RingRoadからMesaieedRoadまでのkmの道路が開発される。これには、幹線道路を2車線から3車線に変換すること、追加の4つの交差点を設置すること、ラウンドアバウトを制御された交差点に変換することが含まれます。さらに、地下鉄アル＝ワクラ駅を起点として両方向に160メートルのトンネルが建設中である。歩行者とサイクリストも追加の6.1を受け取ります 排他的なパスのkm。このプロジェクトは3つの異なるフェーズで実施され、2020年までに完了する予定です。 

## 観光

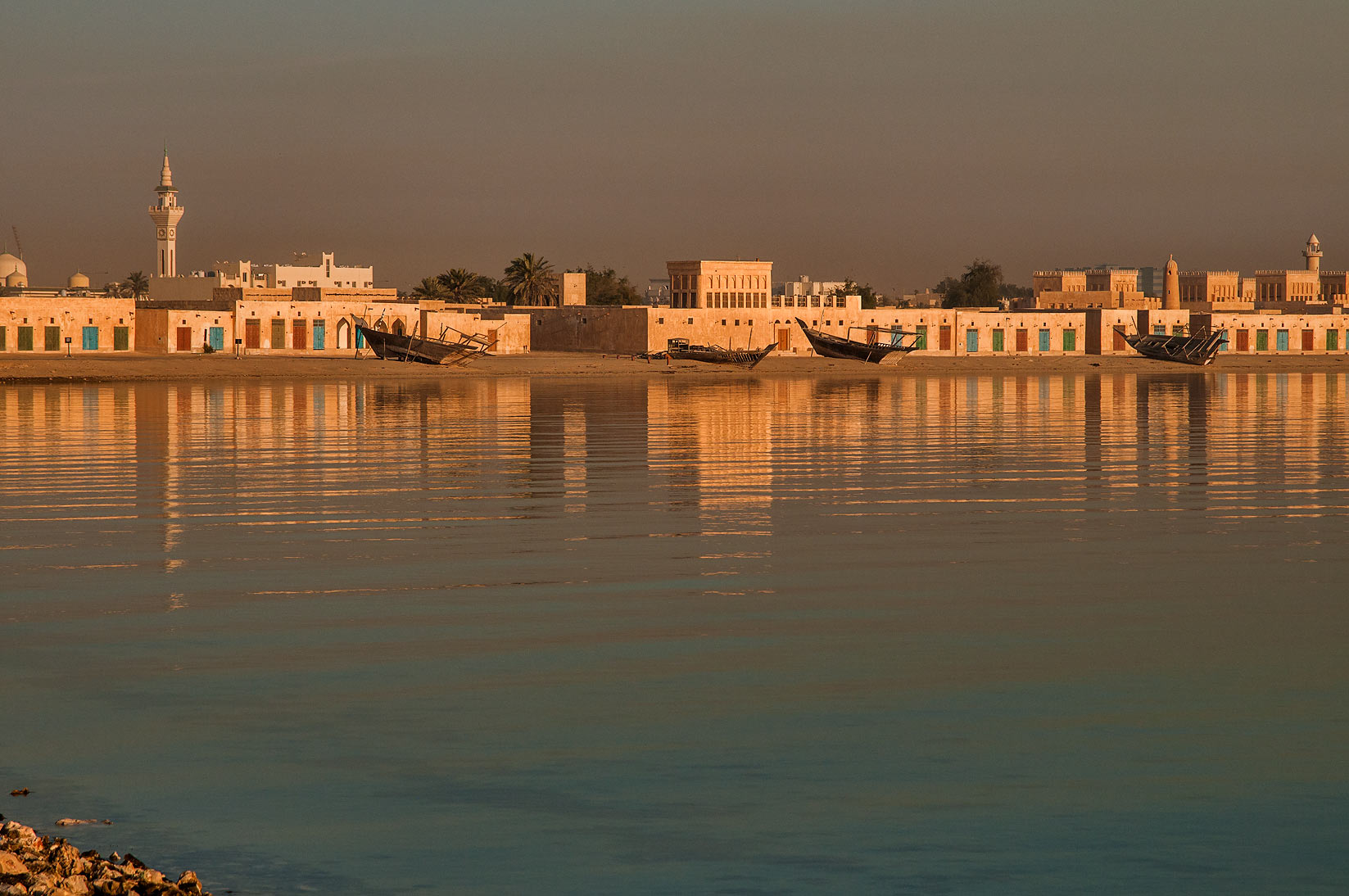
桟橋からのアル＝ワクラヘリテージビレッジの眺め。

アル＝ワクラには、公共の公園や娯楽プロジェクトの大規模な割り当てが割り当てられています。最も重要なプロジェクトの1つは、アル＝ワクラヘリテージビレッジでした。村には、アル＝ワクラスーク、アル＝ワクラコーニッシュ、3つ以上に広がるゲート付きモスクがあります。 アル＝ワクラ港の隣のウォーターフロントのキロ。この村は、2008年に一般に公開されたアル＝ワクラ開発プロジェクトの一環として最初に考案されました。  最初に発表されてから6年後、村は2014年12月に正式にオープンしました。スークには、伝統工芸品を販売する100以上のショップと、いくつかのレストランがあります。 

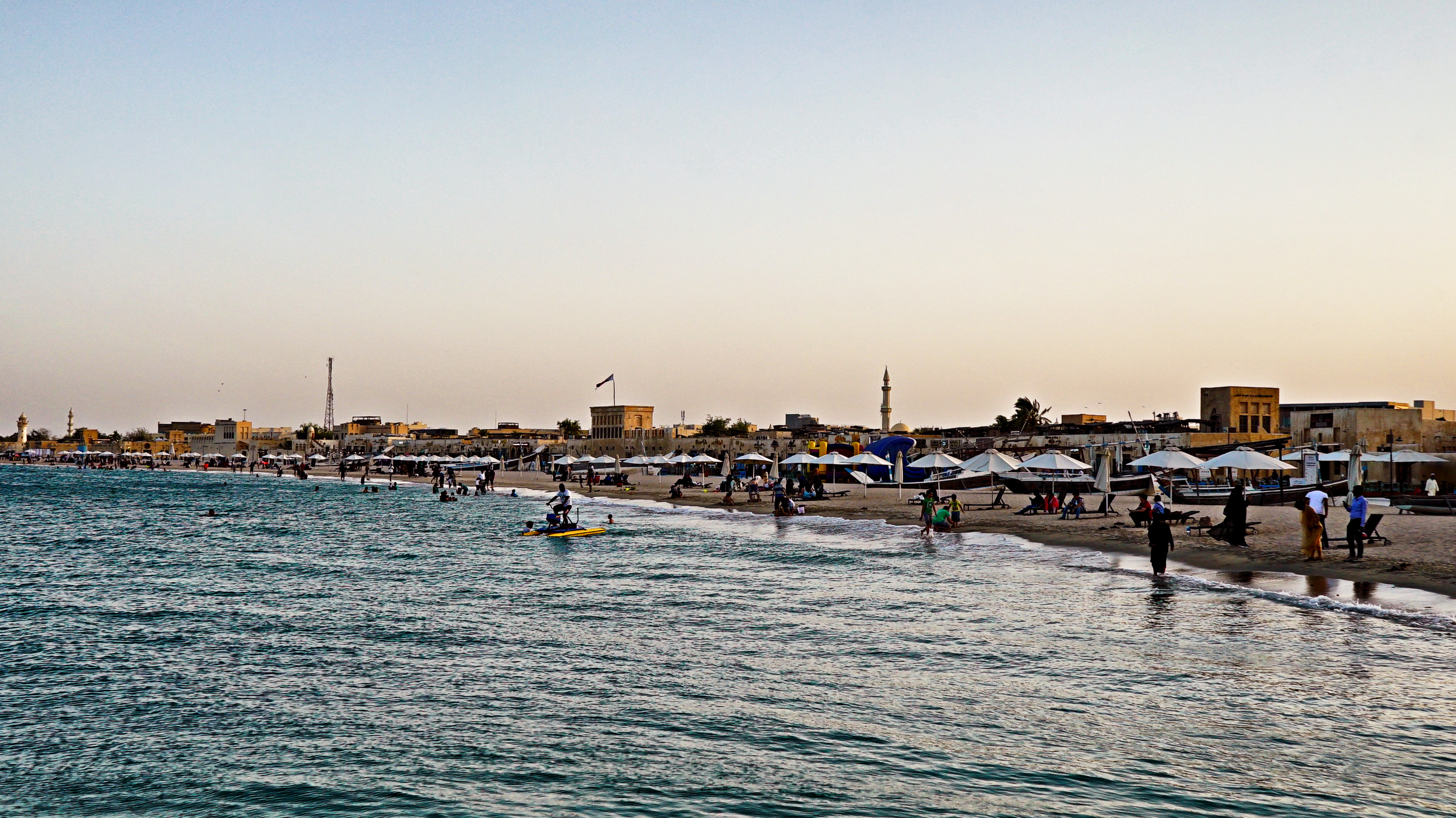
Al WakrahSouqのビーチ。

アル＝ワクラ病院の向かいにある高層モールであるワクラモールの建設は、2015年末までに完成する予定でした。それはエズダングループによって立ち上げられました。 

### 公共のビーチ
市内には、アル＝ワクラスークビーチとアル＝ワクラファミリービーチの2つの主要な公共ビーチがあります。それらは互いに数分離れて配置されています。  Al Wakrah Souq Beachは、特定のウォータースポーツにも対応する家族向けのビーチとして2017年半ばに一般公開されました。当初、ビーチは無料でしたが、このポリシーは特定の活動に対して課金するように改訂されました。  また、ビーチには、2018年にオープンした広い遊び場エリアがあります。遊び場には子供用の遊具だけでなく、サッカーやバレーボールをするための施設もあります。 
アル＝ワクラファミリービーチは、国内で最も人気のあるビーチの1つです。ビーチは平らで、水は非常に少ないです。ここの施設の中には、子供の遊び場、バーベキューピット、駐車場、更衣室、いくつかのガゼボがあります。  サッカーやバレーボールを楽しめるエリアもあります。 

#### Souq Waqif Al Wakra
Souq AlWakraまたはAlWakra Old Marketは、2014年にオープンし、カタール州のワクラビーチに直接位置しています。市場の構築は、過去と現在の混合物です。この市場は、遺産の特徴を備えて設計されました。家は部屋のグループに分かれており、現在はほとんどが商店であるため、設計方法は古い伝統的な建物のスタイルと考えられています。この市場は、カタールの古い人気のある家の形をとるように設計されました。
海岸沿いに広がるレストランのグループがあり、古いカントリースタイルの船やボートがあります。 Souq Al Wakraホテルは市場に接続されており、Tivoli HotelsGroupによって管理されています。 

## 医療

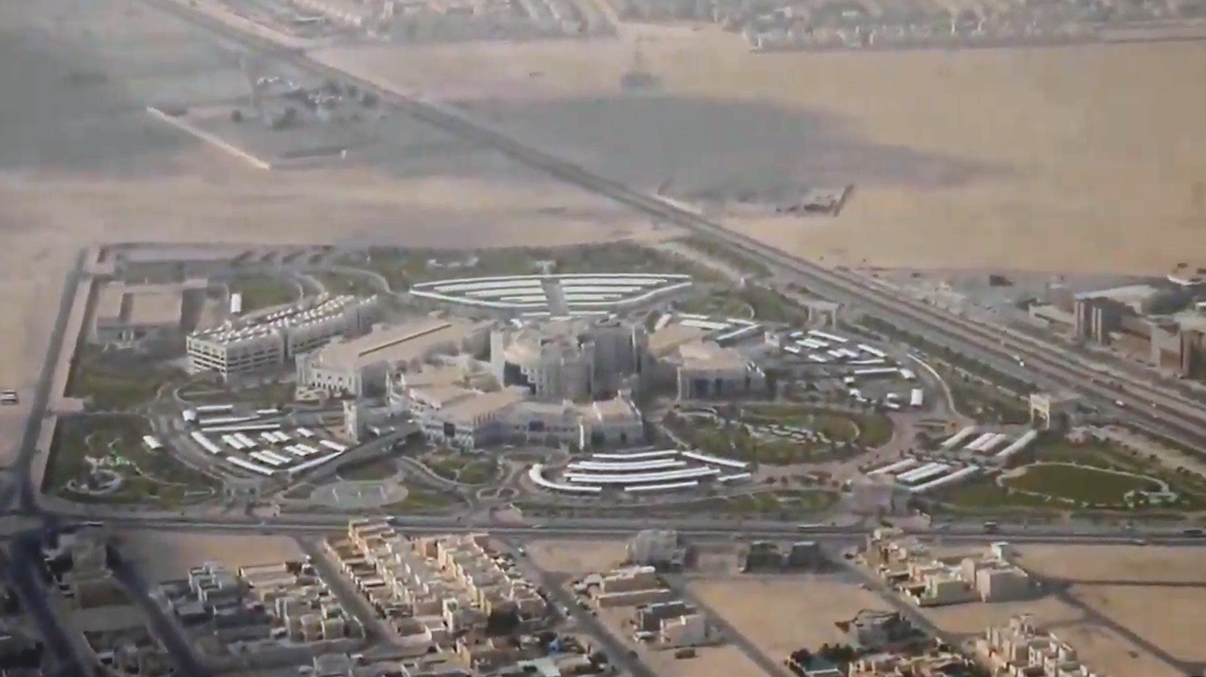
2014年のアル＝ワクラ病院の航空写真。

ハマドメディカルコーポレーションの施設であるアル＝ワクラ病院は、2012年12月に開院しました。  325床の総合病院で、217名の医師が常駐しています。それに関連した建物で、それは30万人以上のmの領域をカバーしています。病院は、アル＝ワクラとメサイードの都市を含むカタールの南部セクターに近代的な医療および外科施設を提供しています。  施設には、外科、産科、婦人科、歯科、皮膚科、小児病棟が含まれます。  専門の糖尿病センターが2014年12月に設立されました。 

## 教育
市の最初の公共図書館は1985年に開館しました。  ダーアブドゥラマンダーウィッシュファクルアーン女性学習センターは、街の中心部にあります。 
アル＝ワクラの学校は次のとおりです。 
| Name of School                                   | Curriculum  | Grade                    | Genders    | Official Website | Ref    |
| ------------------------------------------------ | ----------- | ------------------------ | ---------- | ---------------- | ------ |
| Abdulrahman Bin Jassim Preparatory Boys School   | Independent | Secondary                | Boys-only  | N/A              | [ 58 ] |
| Al Bustan Private Kindergarten                   | American    | Kindergarten             | Both       | N/A              | [ 59 ] |
| Al Salam Independent Kindergarten                | Independent | Kindergarten             | Both       | N/A              | [ 57 ] |
| Al Salam Elementary Independent Girls School     | Independent | Primary                  | Girls-only | N/A              |        |
| Al Sanafer Nursery                               | N/A         | Kindergarten             | Both       | N/A              |        |
| Al Shrouq Model School                           | Independent | Primary                  | Boys-only  | N/A              |        |
| Al Wakrah Independent Secondary School For Boys  | Independent | Secondary                | Boys-only  | N/A              | [ 60 ] |
| Al Wakrah Independent Secondary School For Girls | Independent | Secondary                | Girls-only | N/A              |        |
| Al Zohour Nursery                                | British     | Kindergarten             | Both       | N/A              | [ 61 ] |
| Babies Club Nursery                              | British     | Kindergarten             | Both       | N/A              | [ 62 ] |
| Bait Ommy Nursery                                | N/A         | Kindergarten             | Both       | N/A              | [ 63 ] |
| Bhavan's Public School                           | Indian      | Kindergarten – Secondary | Both       | Home page        |        |
| Blue Bells Nursery                               | British     | Kindergarten             | Both       | N/A              | [ 64 ] |
| Dew Drops Nursery                                | British     | Kindergarten             | Both       | N/A              |        |
| Doha British School Al Wakra                     | British     | Kindergarten – Secondary | Both       | Home page        | [ 65 ] |
| English Modern School Al Wakra                   | British     | Kindergarten – Primary   | Both       | Home page        | [ 66 ] |
| GEMS American Academy                            | American    | Kindergarten – Secondary | Both       | Home page        | [ 67 ] |
| Green Apple Nursery                              | British     | Kindergarten             | Both       | N/A              | [ 68 ] |
| Kangaroo Kids Preschool                          | N/A         | Kindergarten             | Both       | Home page        |        |
| Little Flower Kindergarten                       | Indian      | Kindergarten             | Both       | Home page        | [ 69 ] |
| Our Little Treasures                             | N/A         | Kindergarten             | Both       | N/A              |        |
| Qatar Academy Al Wakra                           | Mixed       | Kindergarten – Secondary | Both       | Home page        | [ 70 ] |
| Saoud Bin Abdulrahman Kindergarten for Boys      | Independent | Kindergarten             | Boys-only  | N/A              |        |
| Saoud Bin Abdulrahman Model School               | Independent | Primary                  | Boys-only  | N/A              |        |
| Shantiniketan Indian School                      | Indian      | Kindergarten – Secondary | Both       | Home page        | [ 71 ] |
| DPS Modern Indian School                         | Indian      | Kindergarten-Secondary   | Both       | Home Page        |        |

## スポーツ
アル＝ワクラには、アル・ワクラスポーツクラブと呼ばれる総合スポーツクラブがあり、そのサッカーチームはカタールサッカーのトップカテゴリであるカタール・スターズリーグに参戦している。クラブの本拠地は、多目的スタジアムであるサウード・ビン・アブドゥッラフマーン・スタジアム（収容人数2万人）。
市は、40,000人の観客を収容できるアル・ジャヌーブ・スタジアムを通じて、 2022 FIFAワールドカップ開催に参加する。スタジアムに加えて、マーケットプレイス、学校、レストラン、緑地がすべて中央広場に配置される。ワールドカップが終了すると、アル・ワクラSCは、サウード・ビン・アブドゥラマン・スタジアムに代わるスタジアムの管理権を譲渡される予定となっている。ザハ・ハディッドによって考案されたスタジアムのデザインは、ダウ船の帆の形を模している。

## 交通

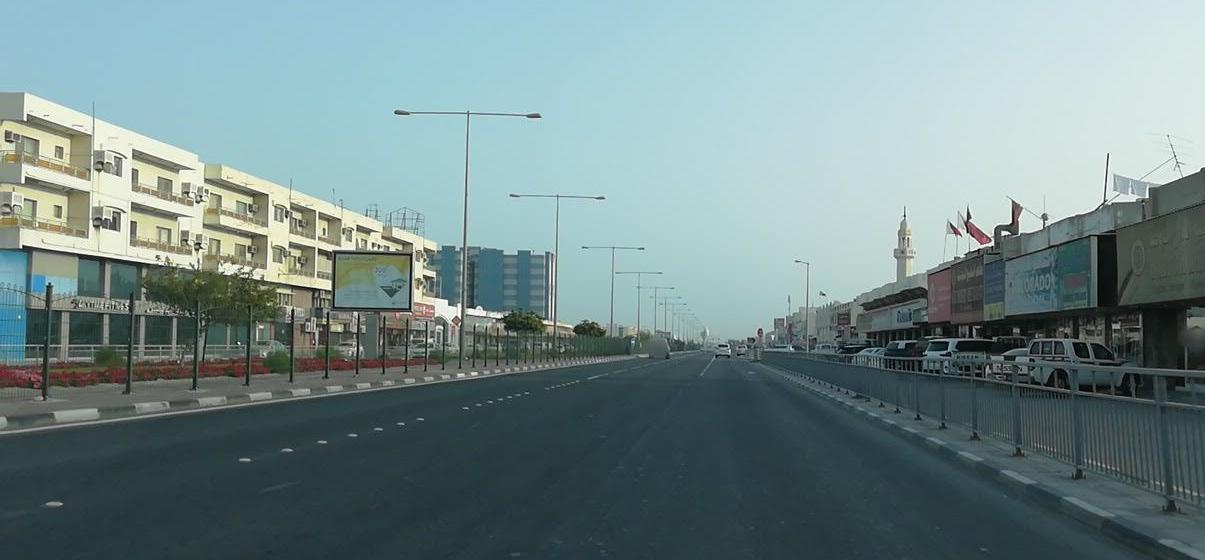
アル＝ワクラロードは、市内を走る主要道路です。

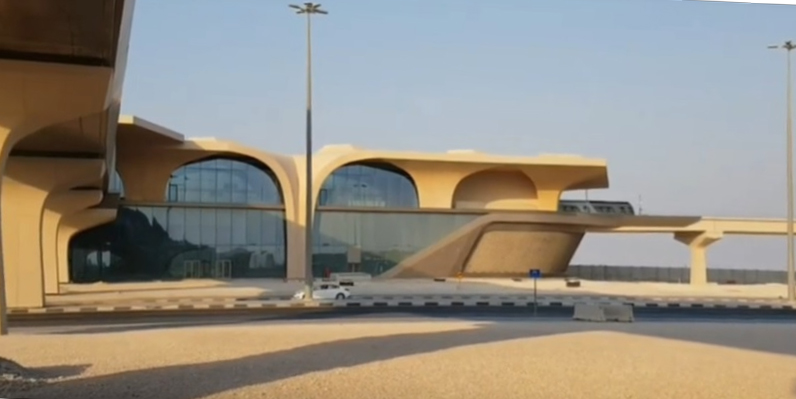
地下鉄アル＝ワクラ駅の眺め。

国立のタクシー会社である Karwa Transportation（Mowasalat）が、アル＝ワクラとカタールの他都市を結ぶバス路線を運行している。
2015年、公共事業局は、ドーハの交通渋滞を緩和するために、アル＝ワクラとドーハを直接結ぶ高規格道路を建設する計画を宣言した。2018年までに完成する予定とされている。
市内の交通インフラは、2018年後半にカタールの公共事業庁であるアシュガルが立ち上げたアル＝ワクラ幹線道路プロジェクトの一環として再整備されている。2020年までに完了すると推定されている。

### 鉄道
高架のアル＝ワクラ駅は現在、ドーハメトロのアフマル線（レッドライン）が運行されている。ドーハメトロの第一次区間として、他のレッドラインの駅とともに2019年5月8日に営業を開始した。アル＝ワクラロードにある。
駅の施設として、マスラフアルレイヤンATM、カタール国立銀行ATM、礼拝室、トイレ、駐車場がある。ドーハメトロのフィーダーバスネットワークである合計5つのメトロリンクがあり、サービスを提供している。
- M127系統（スーク・アル＝ワクラ方面）
- M128系統（アル＝ワクラ南部方面）
- M130系統（アル＝ウカイル・Ezdan Village 4-7）
- M131系統（アル＝ウカイル・Ezdan Village 3, 8–11）
- M134系統（アル＝ワクラ南部・アル＝ワクラ病院方面）

## 議会
1999年にカタールで中央市議会の自由選挙が最初に行われたとき 、アル＝ワクラは選挙区番号の選挙区議席に指定されました。 10. それは選挙区番号の本部のままになります。選挙区の本部となった2015年の第5回地方選挙まで、次の3回連続の選挙で10。 20。また、その選挙区には、 Mesaieed （2015年の選挙現在）、 Al Wukair 、 Ras Abu Fontas 、 Khawr al Udayd 、Wadi Abu Saleel、Al Mashaf、およびAl NaqiyanEastが含まれています。  1999年の最初の地方選挙では、Ahmed Jassim Al-Muftahが選挙に勝利し、57.2％、つまり636票を獲得しました。 ハッサンアッバスアブドゥルラヒムは2002年の選挙で選出されました。  彼は2007年 と2011年の次の2回の選挙で首尾よく議席を維持した。  2015年の選挙では、Mansour Ahmad YousifAl-Khaterが地方自治体の代表に選出されました。

## 人口統計
2010年の国勢調査の時点で、市は8,436の住宅ユニット と796の施設で構成されていました。  市内には79,457人が住んでおり、そのうち75％が男性、25％が女性でした。 79,457人の住民のうち、81％が20歳以上で、19％が20歳未満でした。識字率は98.4％でした。 
雇用者は総人口の73％を占めました。女性は労働人口の12％を占め、男性は労働人口の88％を占めました。 

## 国際関係

### 姉妹都市提携
- ラームサル (2010)
- ジューグー (2014)[93]